# 奇家岭街道
奇家岭街道，位于湖南省岳阳市岳阳楼区东南郊，距城区约3千米。东邻康王乡，西南接郭镇乡，北部被南湖环抱。原名北港街道；2007年7月改现名。街道办事处驻岳阳楼区学院路。

## 沿革
- 1949年，属岳阳县郭镇乡；
- 1959年，属麻塘公社；
- 1967年，属康王公社；
- 1976年，属五里公社。
- 1978年3月5日，设立北港公社，属岳阳市；
- 1984年，改北港乡，属岳阳市郊区；
- 1996年，属岳阳楼区，原郊区农业局下属的木鱼种苗示范场划归北港乡，更名为木鱼村。此时面积23.5平方千米，人口3.8万，乡政府驻三眼桥，辖望岳、枫树、奇家、北港、八字门、蔡家、木鱼7个行政村。
- 1996年4月，北港乡的北港村、八字门村划归岳阳经济技术开发区。
- 2001年7月18日，设立岳磁社区（时属五里牌街道）。
- 2002年，撤销北港乡，新设北港街道，辖6个居委会。
- 2007年7月，北港街道更名为奇家岭街道。

## 行政区划
奇家岭街道辖5个社区和1个行政村。
- 奇家社区、蔡家社区、岳磁社区、学院路社区、畔湖湾社区
- 仓田村